# Eastwood (West Yorkshire)
Eastwood – wieś w Anglii, w hrabstwie ceremonialnym West Yorkshire, w dystrykcie metropolitalnym Calderdale. Leży 35 km na zachód od miasta Leeds i 279 km na północny zachód od Londynu.